# Bas Heymans
Bas Heymans, född 21 mars 1960 i Veldhoven, är en tecknare vars serier ofta förekommer i Kalle Anka & Co.

## Fotnoter
1. ↑  Lambiek Comiclopedia, Lambiek, 1 november 1999, Lambiek Comiclopedia artist-ID: h/heymans_bas, läst: 9 oktober 2017.[källa från Wikidata]